# Département de Kalisz

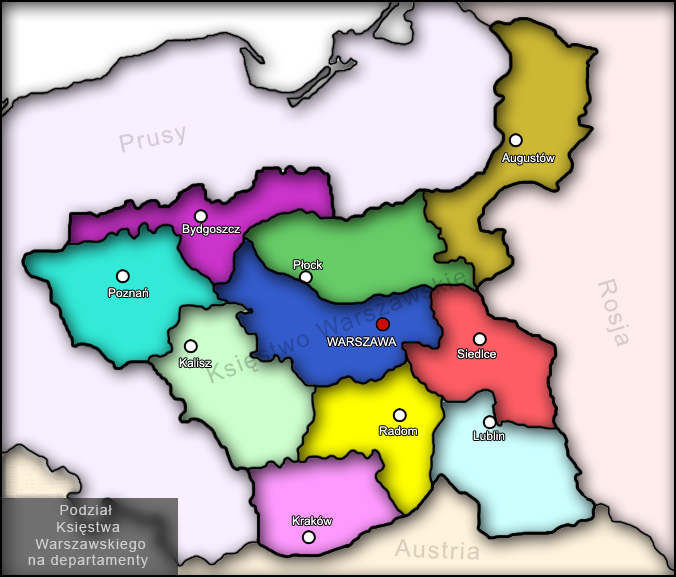
Division administrative du duché de Varsovie. Le département de Kalisz est en vert clair, au sud-ouest.

Le département de Kalisz, en polonais departament kaliski, était un département du duché de Varsovie de 1807 à 1815.

## Description

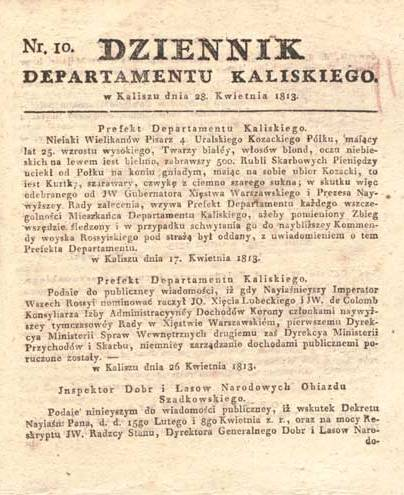
Dziennik Departamentu Kaliskiego (Journal officiel du département de Kalisz) en 1813.

Son chef-lieu était Kalisz, et il était divisé en dix powiats.
À la suite de la création du royaume du Congrès, il fut transformé en 1815 en voïvodie de Kalisz.